# Герб Стеллаленду
Герб Стеллаленда був офіційним геральдичним символом короткочасної держави Стеллаланд в Південній Африці з 1883 по 1885 рік. Пізніше він був відроджений як муніципальний герб столиці Стеллаланда Врібурга.

## Історія
Ймовірно, герб був розроблений і прийнятий незабаром після проголошення Стеллаланда республікою в серпні 1883 року. Він був зображений на поштових марках від лютого 1884 р. Він також був відображений на зеленому прапорі, відомому як "штандарт", який вивішували біля урядових кабінетів у Врибурзі. Виконавча рада дала штандарт Вікторії Великої Британії в 1885 р. Він був повернутий її нащадком королем Георгом V у 1934 р. і повішений у мерії міста Врибурга.
Муніципалітет Фрейбурга прийняв герб в 1931 році, і він був додананий до ланцюга повноважень мера в 1956 році. Герб був офіційно переданий муніципалітету адміністратором Капської провінції в 1966 році та зареєстрований у Геральдичному бюро в 1970 році. Зараз герб використовується муніципалітетом Наледі на північному заході, до якого включено Врибург.

## Блазон
Опис герба:

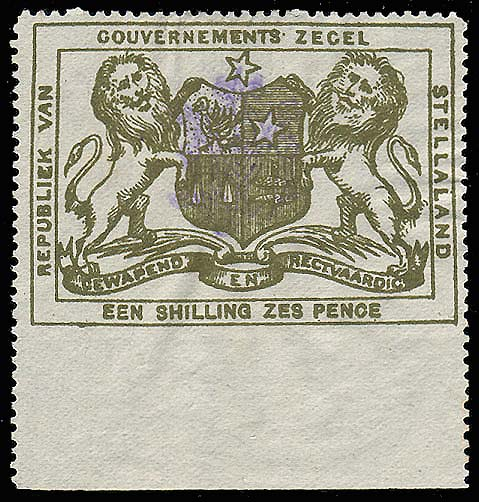
Герб Стеллаленду у кольорах, зазначених на поштових марках

- Щит почетвертовано. В першому срібному полі рука, що хапає за лапи дрохву; у другому зеленому срібна п'ятипроменева зірка; у третьому синьому золоті терези; у четвертому червоному дві риби-наїант, що пронизані шаблею вістрям вниз.
- Клейнод: Золота п'ятипроменева зірка.
- Девіз: Gewapend en regtvaardig ("Озброєні та виправдані"). [8]

Дрохва є символом головного Масуу, зірка - комети, на честь якої названо Стеллаленд, терези - справедливості, а риби на шаблі - переможеного вождя Манкароана.
На деяких поштових марках зображено герб, який підтримують два леви. Існує також картина, на якій зображено герб, оточений прапорами.
Поштові марки Стеллаленду є монохромними, а накладки на гербах позначені перехресним штрихуванням. Згідно штрихуванню перша чверть має бути золотою, друга - синьою, а третя і четверта - червоною. Оскільки це не кольори герба, поштові марки, очевидно, містять помилку.

## Зовнішні посилання
- Вебсайт південноафриканської геральдики